# Ixeris retrorsidens
Ixeris retrorsidens là một loài thực vật có hoa trong họ Cúc. Loài này được (Merr.) Stebbins mô tả khoa học đầu tiên năm 1937.